# NGC 1264
NGC 1264 és una galàxia espiral barrada amb una baixa brillantor superficial situada a uns 145 milions d'anys llum de distància a la constel·lació de Perseu. La galàxia va ser descoberta per astrònom Guillaume Bigourdan el 19 d'octubre de 1884. NGC 1264 és un membre del cúmul de Perseu.